# ジロがゆく
『ジロがゆく』（ジロがゆく）は、真崎守による日本の漫画作品。

## 概要
1969年から1971年まで『別冊少年マガジン』（講談社）にて第一部から第三部に分けた集中連載という形で掲載された後、主人公以外の登場人物、舞台や設定を変えて、いくつかの雑誌に1976年まで不定期的に掲載された。真崎守の代表作として最初に名前が挙がる作品であり、単行本も多くの出版社から長期にわたり刊行されている。なお、朝日ソノラマサンコミックスも講談社文庫も、別冊少年マガジンに掲載された「ジロのいく道」から「ジロ！ジロ！」までで完結（刊行終了）しており、その他のシリーズ作品（下記）について作者自身がブロンズ社真崎守選集『ジロがゆく』第3巻（1979年）のあとがきに記するまで、「ジロがゆく」と言えば別冊少年マガジン掲載分で完結というのが一般的な漫画読者の認識であった。
1971年、第2回講談社出版文化賞（児童漫画部門）を受賞した。

## ジロのいく道 - ジロ！ジロ！

### ジロのいく道
発表
『別冊少年マガジン』1969年10月号から12月号までの全3回。単行本化に際し「ジロがゆく 第一部」と記されるようになった。
単行本
1971年：三崎書房『ジロがゆく』第1巻
1974年：朝日ソノラマサンコミックス『ジロがゆく』第1巻
1976年：講談社文庫『ジロがゆく』上巻
1986年：朝日ソノラマサンワイドコミックス『ジロがゆく』第1巻
2007年：宙出版漢文庫『完全版 ジロがゆく』第1巻
主人公・森ジロは中学1年生。貧しく雪深い山村の中学校に転校してきた彼の、思春期の鬱屈と葛藤、性への目覚め、周囲（同級生や教師）との衝突等をみずみずしく鮮烈に描いた作品（後掲「ジロがゆく」まで設定同じ）

### 青葉の季節（あおばのとき）
発表
『別冊少年マガジン』1970年5月号。雑誌発表時のタイトルに「ジロのいく道」「ジロがゆく」等の表記はないが、単行本化に際し「ジロがゆく 第一部」に組み込まれた。
単行本
1971年：三崎書房『ジロがゆく』第1巻
1974年：朝日ソノラマサンコミックス『ジロがゆく』第1巻
1976年：講談社文庫『ジロがゆく』上巻
1979年：ブロンズ社真崎守選集『ジロがゆく』第1巻
1986年：朝日ソノラマサンワイドコミックス『ジロがゆく』第1巻
2007年：宙出版漢文庫『完全版 ジロがゆく』第1巻

### ジロがゆく
発表
『別冊少年マガジン』1970年8月号から1971年3月号までの全8回。雑誌発表時は「連作/ジロのいく道 第二部」と併記されていた。
単行本
1971年：三崎書房『ジロがゆく』第2巻
1974年：朝日ソノラマサンコミックス『ジロがゆく』第1、2巻
1976年：講談社文庫『ジロがゆく』上、中巻
1979年：ブロンズ社真崎守選集『ジロがゆく』第1、2巻
1986年：朝日ソノラマサンワイドコミックス『ジロがゆく』第1巻
1987年：朝日ソノラマサンワイドコミックス『ジロがゆく』第2巻
2007年：宙出版漢文庫『完全版 ジロがゆく』第1、2巻
雑誌掲載時は全8話であったが、ブロンズ社真崎守選集『ジロがゆく』と宙出版漢文庫『完全版 ジロがゆく』では、3話目と4話目を合体する形で修正改稿が行われており全7話となっている。

### ジロ！ジロ！
発表
『別冊少年マガジン』1971年5月号から9月号までの全5回。雑誌発表時は「連作/ジロがゆく 第三部」と併記されていた。
単行本
1976年：朝日ソノラマサンコミックス『ジロがゆく』第3巻
1977年：講談社文庫『ジロがゆく』下巻
1979年：ブロンズ社真崎守選集『ジロがゆく』第2巻
1987年：朝日ソノラマサンワイドコミックス『ジロがゆく』第2巻
2007年：宙出版漢文庫『完全版 ジロがゆく』第2巻
海辺の町に転校してきたジロの物語。雑誌掲載時は全5話であったが、ブロンズ社真崎守選集『ジロがゆく』には第2話が収録されていない。
前述の通り、朝日ソノラマサンコミックスも講談社文庫も、この「ジロ！ジロ！」までで刊行終了している。

## その他のシリーズ作品

### 十二色のさすらい　→　さすらい（修正改題）
発表
『高二コース』1972年4月号から1973年3月号までの全12回、雑誌発表時は「連作/十二色のさすらい」であったが、ブロンズ社真崎守選集収録時に大幅な修正がなされ作品タイトルも「さすらい」に変わった。その後、雑誌掲載時の「十二色のさすらい」も宙出版漢文庫『完全版 ジロがゆく』に収録された。
単行本（さすらい）
1979年：ブロンズ社真崎守選集『ジロがゆく』第3巻
2007年：宙出版漢文庫『完全版 ジロがゆく』第3巻
単行本（十二色のさすらい）
2007年：宙出版漢文庫『完全版 ジロがゆく』第3巻
ジロの前から突然去り無軌道に生きるヨーコと、彼女の行方を追いつつ様々な人に出会うジロの自分探しの物語であり、紙面の半分はヨーコの物語に割かれている。主人公がジロであることは読めば明らかな作品であるが、掲載誌が漫画雑誌ではない上に読者の年齢層も限られていたため、250ページの大作にもかかわらず広く読まれることはなく認知度は高くなかった。

### ロマン歳時記
発表
『高一コース』1973年4月号から1974年3月号までの全12回
単行本
2007年：宙出版漢文庫『完全版 ジロがゆく』第2巻
4月から翌3月までの各月を舞台に、ジロと女の子との1シーンを見開き2ページに描いた作品。登場人物の顔はジロそのものであるが、彼がジロであることの文字での表記はない。なお、雑誌掲載時の作品タイトルは、第5回（1973年8月号掲載）までは「ノスタルジア歳時記」とされていた。

### ●（王へんに原）野行（げんやこう）
発表
『週刊プレイボーイ』（集英社）1976年1月20・27日合併号
単行本
1976年：ブロンズ社『せくさんぶる』
1979年：ブロンズ社真崎守選集『ジロがゆく』第3巻
2007年：宙出版漢文庫『完全版 ジロがゆく』第2巻

### 白い蜃気楼
発表
『GORO』（小学館）1976年2月12日号と2月26日号に前後編掲載
単行本
1979年：ブロンズ社真崎守選集『ジロがゆく』第3巻
2007年：宙出版漢文庫『完全版 ジロがゆく』第2巻

### せくさんぶる　→　花と修羅 連作/せくさんぶる（修正改題)
発表
『週刊プレイボーイ』1973年6月5日号から1974年1月15・22日合併号までの全32回。雑誌発表時は「せくさんぶる」第一部及び第二部であったが、ブロンズ社真崎守選集収録時に大幅な修正がなされ作品タイトルも「花と修羅 連作/せくさんぶる」に変わった。
単行本
1977年：ブロンズ社真崎守選集『花と修羅 連作/せくさんぶる』第1、2巻
ストーリーは複数の登場人物の物語が同時進行する形であるが、大まかに言うと①女子高生・真田しのぶの自分探しと四人の男女の出会い、②真田家と外敵との戦い、の2つが軸になっている。ジロはしのぶと出会い恋仲になり彼女を支える「四番目の主人公」とも言うべき位置にいて、ブロンズ社真崎守選集『ジロがゆく』第3巻（1979年）の作者あとがきでは「ジロがゆく」連作リストに名を挙げられている。また、ブロンズ社真崎守選集『花と修羅 連作/せくさんぶる』第2巻の作者あとがきには「（この作品は）気持ちの中で「ジロがゆく・第五部」と「キバの紋章・第二部」とを、いっぺんにやりたかったにちがいありません」と記されている。

## 番外作品

### 血の伝説
発表
『中二時代』1970年9月号から1971年3月号までの全7回
単行本未収録
別冊少年マガジンの「ジロがゆく」とほぼ同時に連載された、ジロを主人公にした（他に「ジロがゆく」のサヨやツルンパも登場する）吸血鬼伝説漫画。ブロンズ社真崎守選集『ジロがゆく』第3巻（1979年）の作者あとがきで記された「ジロがゆく連作リスト」には含まれていないが、1971年に現代子どもセンターから発行された新聞型同人誌「まんがコミュニケーション」VOL.1掲載の真崎守作品リストでは「ジロのいく道・番外」と記されていた。